# 马纳尔梅杜
马纳尔梅杜（Manalmedu），是印度泰米尔纳德邦Nagapattinam县的一个城镇。总人口9254（2001年）。

## 人口
该地2001年总人口9254人，其中男性4724人，女性4530人；0—6岁人口951人，其中男537人，女414人；识字率73.80%，其中男性为81.56%，女性为65.70%。